# Bahía Elefante Marino
La bahía Elefante Marino es una amplia entrada de agua ubicada en la costa norte de la Isla de Borbón del archipiélago de las Malvinas. Administrativamente forma parte del departamento Islas del Atlántico Sur de la provincia de Tierra del Fuego, Antártida e Islas del Atlántico Sur.
Esta bahía se ubica entre la península Jenesta al oeste y la punta Naufragio que la cierra por el este. En el fondo de la bahía se encuentra el asentamiento de puerto Calderón, donde se desarrollaron acciones bélicas durante la guerra de las Malvinas de 1982.